# 炭焼小屋
『炭焼小屋』（すみやきごや）は1931年に日本で制作されたサイレント映画。東活映画社製作。

## スタッフ
- 監督 : 大江秀夫
- 脚本 : 山本三八
- 原作 : 山本三八
- 撮影 : 柾木四平

## キャスト
- 大井正夫
- 小川雪子